# Adat
Ne doit pas être confondu avec Adab (islam).

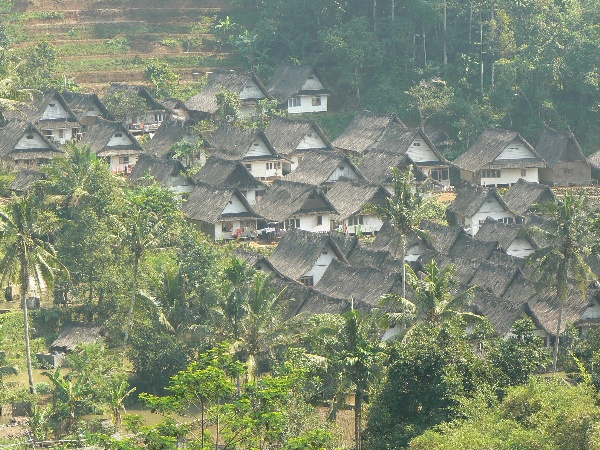
Le hameau coutumier (kampung adat) de Kampung Naga près de Tasikmalaya à Java occidental.

En Indonésie et en Malaisie, l’adat est un domaine du droit composé des codes et règles traditionnels, en général non écrits, qui régissent les rapports entre les personnes, les questions matrimoniales et patrimoniales, les rapports entre les communautés. Ces normes sont très diverses dans les nombreuses cultures autochtones de ces pays. Dans l'histoire, la jurisprudence islamique puis le droit colonial britannique et néerlandais ont appréhendé le droit adat de manière à le coordonner ou l'influencer.

## Étymologie et terminologie
« Adat » est un mot malais que l'on traduit en français par « droit coutumier ». Le mot malais lui-même est d'origine arabe : « عادات », qui est le pluriel de « عادَة », et signifie « coutumes », « habitudes ». Le mot est apparu dans le monde malais pour désigner quelque chose qui ne relevait pas du droit musulman. On a donc ce paradoxe où on fait appel à un mot d'emprunt qui désigne quelque chose d'indigène. Il est d'ailleurs également utilisé par les populations non musulmanes d'Indonésie.

## Histoire

### Empire britannique
Dans la péninsule malaise, les savants britanniques s’intéressent à l’adat dès les débuts de la colonisation. Ils considèrent en général les normes adat malaises comme primitives, arriérées, inhumaines, inégalitaires et inefficaces, allant jusqu'à les accuser de causer la décadence de la société malaise. Au début du XXe, une paire d’orientalistes britanniques distinguent deux systèmes : l’adat perpatih (en) et l'adat temenggong (ms). Par la suite, la communauté scientifique impériale met toutes les anciennes critiques au compte de l'adat temenggong, et professe désormais une grande admiration pour l'adat perpateh. La plupart des érudits britanniques font de l’islam un bouc émissaire pour tous les problèmes qu’ils perçoivent dans les pratiques adat malaises, notamment celles caractérisées comme temenggong. Ainsi, ils répandent l’idée selon laquelle jurisprudence islamique et adat seraient essentiellement incompatibles et toujours en concurrence.

### Empire néerlandais
À la suite de la guerre des Padri et de l'accord du mont Marapalam (id), une conception du rapport entre adat et charia se popularise parmi les Minangkabaus selon laquelle « l’adat est fondée sur la charia » (Adat bersendikan syarak (id)). En 1833, les représentants des Provinces-Unies signent la Plakat Panjang (id), qui promet aux Minangkabaus que les Néerlandais ne s’immisceront pas du tout dans leurs affaires judiciaires. Selon l’historienne du droit indonésien Sanne Ravensbergen, les Néerlandais n’avaient dès le départ aucune intention de tenir cette promesse.
De manière générale, la construction du système d’administration de l’adat par les Néerlandais leur sert à construire une alliance avec les élites priyayi afin de renforcer le contrôle colonial.

## Droit contemporain

### Indonésie
L’adat imprègne encore fortement la vie des Indonésiens, non seulement dans les campagnes mais aussi dans les villes. Dans certaines régions, des communautés entières continuent de vivre selon ses règles. Le terme pour les désigner est masyarakat adat, « communautés coutumières ». Il existe ainsi des kampung adat, « hameaux coutumiers », dans différentes régions d'Indonésie.
La république d'Indonésie reconnaît l’adat, à côté du droit civil hérité de la colonisation hollandaise, et du droit religieux, notamment musulman et hindouiste.

### Peuples transfrontaliers
Parmi les Minangkabaus, il y a débat sur l’abrogation de l’héritage matrilinéaire, qui est traditionnellement adat et qu’une partie de la population considère comme contraire à la loi divine islamique.